# アモエイロ

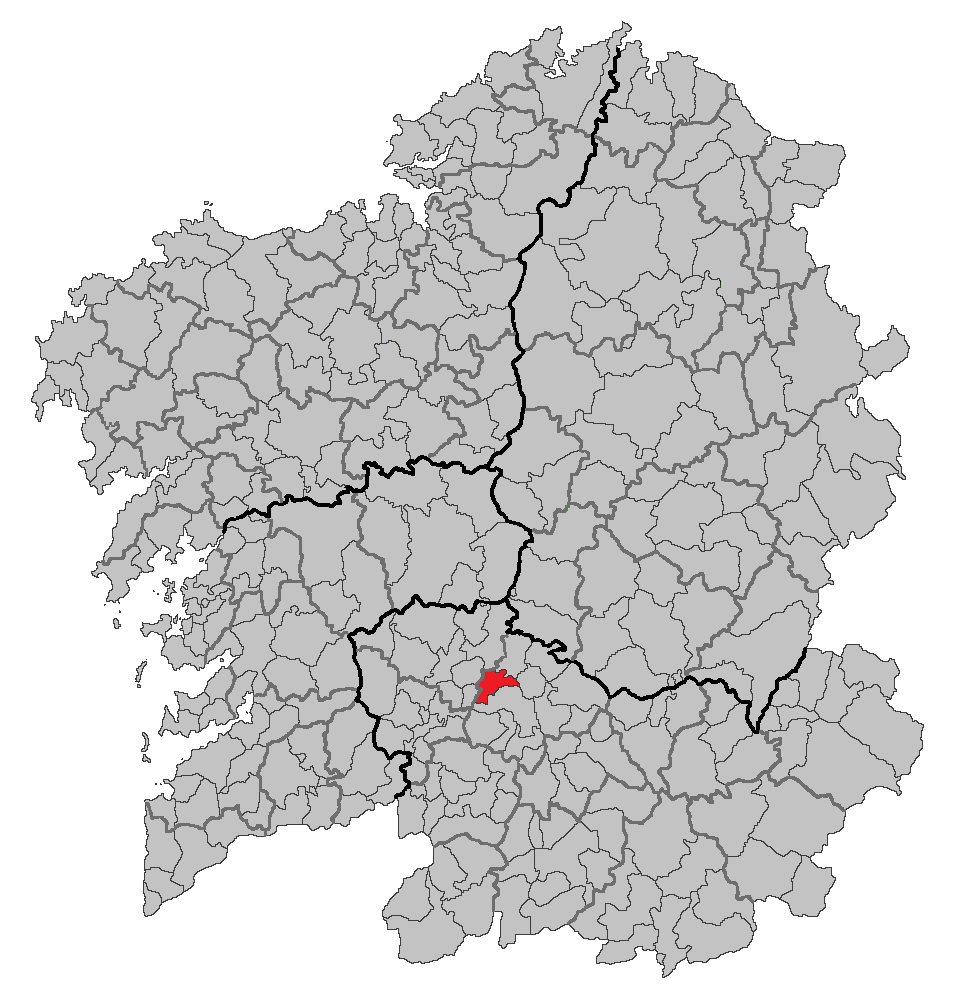

アモエイロ（Amoeiro）はスペイン、ガリシア州、オウレンセ県の自治体、コマルカ・デ・オウレンセに属する。ガリシア統計局によると、2009年の人口は2,327人で、2008年より9人増加している（2006年：2,371人、2005年：2,356人、2004年：2,322人、2003年：2,276人）。
ガリシア語話者に自治体人口に占める割合は98.47％（2001年）。

## 地理
アモエイロはオウレンセ県の北西部に位置し、コマルカ・デ・オウレンセに属する。隣接する自治体は、北はビラマリンとサン・クリストーボ・デ・セア、東はコーレス、南はオウレンセ、西はプンシンとマシーデの各自治体と隣接。
アモエイロは面積39.7km²で、ミーニョ川の渓谷の北西に位置するチャオス大地に広がる。土地は肥沃で、松林、ユーカリ林が広がっている。狩猟区や、チャチョンの滝のあるバルバンティーニョ川には漁区が設定されている。
また、自治体内をサンティアゴ巡礼路のひとつ銀の道（es）が通っている。 

### 人口
| アモエイロの人口推移 1900－2010                         |
|                                                         |
| 出典:INE（スペイン国立統計局）1900年 - 1991年、1996年 - |

## 歴史
トラサルバ教区のフェラドゥーラ地区に鉄器時代のペトログリフが残されている。また、サラのカストロでもペトログリフが発見されている。

## 政治
自治体首長はガリシア社会党（PSdeG-PSOE）のラファエル・ロドリゲス・ビジャリーノ（Rafael Rodríguez Villarino）、自治体評議員はガリシア国民党（PPdeG）:5、ガリシア社会党:5、ガリシア民族主義ブロック（PSdeG-PSOE）：1となっている（2007年の自治体選挙の結果、得票順）。

## 教区
アモエイロは8の教区に分けられる。
- アブルシーニョス（サン・ショアン）
- アモエイロ（サンタ・マリーア）
- ボベダ・デ・アモエイロ（サン・パイオ）
- コルノセス（サン・マルティーニョ）
- フォンテフリーア（サンタ・マリーニャ）
- パラーダ・デ・アモエイロ（サンティアーゴ）
- ロウソス（サン・シブラーオ）
- トラサルバ（サン・ペドロ）